# Municipio de Santa Catarina Mechoacán
El municipio de Santa Catarina Mechoacán es un municipio perteneciente al estado mexicano de Oaxaca. Se localiza en las coordenadas 97°50′ longitud oeste, 16°20′ latitud norte a una altitud de 280 metros sobre el nivel del mar. Limita al norte con San Agustín Chayuco y el municipio de Santiago Jamiltepec; al sur con San Andrés Huaxpaltepec, Santa María Huazolotitlán y el municipio de Santiago Jamiltepec; al oeste con el municipio de San Andrés Huaxpaltepec y San Lorenzo; al este con el municipio de Santiago Jamiltepec. Pertenece al Distrito de Jamiltepec. Su distancia aproximada a la capital del estado es de 432 kilómetros. La superficie total del municipio es de 51.45 km², representa el 0.06% de la superficie total del estado. Su cabecera es la localidad de Santa Catarina Mechoacán.

## Etimología
Mechoacán proviene del nahuatl, Mechin: Pescado, hua: posesivo y Can: Lugar. Mech-huacán: "Lugar de Pescado". En mixteco este lugar se refiere como Ñuu Tiaka que significa Pueblo del Pescado; Ñuu: Pueblo, Tiaka: Pescado

## Historia
1826 El 6 de mayo Mechoacán se integra al partido de Jamiltepec.
1844 El 18 de noviembre Santa Catarina Mechoacán se convierte en poblado de la parroquia de Huazolotitlán, fracción de Jamiltepec, distrito de Jamiltepec.
1858 El 23 de marzo Santa Catarina Mechoacán se integrá al Distrito de Jamiltepec.
1891 El 23 de octubre Santa Catarina Mechoacán se erige como ayuntamiento del distrito de Jamiltepec.
1993 En el mes de septiembre los integrantes de la iglesia católica, mandaron a reparar a la Virgen de Santa Catarina y al llegar a saber esto los tata mandones y pueblo en general se indignaron, los metieron presos y mandaron a traer inmediatamente a la virgen y puesta a la vista de todos, mandaron a hacer la reparación en el propio templo.
2010 El 24 de noviembre se inaugura la Nueva Iglesia de Mechoacán por el entonces gobernador de Oaxaca Ulises Ruiz
2012 El INAH decide mandar apoyo para la iglesia de Mechoacán tras el Terremoto de Guerrero-Oaxaca de marzo de 2012
2013  El 22 de Septiembre se eligió al presidente municipal de Mechoacán en las que resultó elegido Cayetano Hilario García Hernández, quien gobernará en el periodo 2014 a 2016

## Clima
El clima es cálido subhúmedo, con una temperatura de 27.2 °C, y una precipitación pluvial de 1301.7 milímetros.

## Naturaleza
Flora:
Moras, chepiles, mangos, naranjas, cocos, zapote, mamey, plátanos, parota, zopilote y lima.
Fauna:
Iguanas, armadillos, conejos, venados, tejones, tlacuaches, víboras, ranas, moscas, endocos, pescados, camarón de río, vacas, burros y caballos.

## Autoridades
El organigrama de Mechoacán se divide en:
- Presidente Municipal
- Síndico
- Regidor de Hacienda
- Regidor de Educación
- Regidor de Salud

## Presidentes municipales
- 1969 a 1971 - Zotico García Cajero.
- 1972 a 1974 - Bruno Nicolás Santiago.
- 1975 a 1977 - Catarino de Olmos García.
- 1978 a 1980 - Miguel Ruiz Cruz.
- 1981 a 1983 - Wilfrido Jarquín Galindo.
- 1984 a 1986 - Aurelio Vásquez Hernández.
- 1986 a 1989 - Mateo García Hernández.
- 1990 a 1992 - Raymundo Cajero García.
- 1993 a 1995 - Antonio López García.
- 1996 a 1998 - Natalio Serrano Cajero.
- 1999 a 2001 - Constantino Quiroz de Olmos.
- 2002 a 2004 - Felicito Leonel Quiroz García.
- 2005 a 2007 - Odilón Luciano Quiroz Curiel.
- 2008 a 2010 - Efraín Ricardez Carmona.
- 2011 a 2013 - Bulmaro Rodríguez Cedeño.